# 中央人民政府林业部
中央人民政府林业部，是中央人民政府政务院部门，主管林业工作。

## 沿革
1951年11月5日，中央人民政府委员会第十三次会议决定，将中央人民政府林垦部更名为中央人民政府林业部，其管辖的垦务工作移交中央人民政府农业部主管。林业部统一领导全国的林业建设和国营木材生产、木材管理工作。林业部成立时，部机关设5个司局以及木材公司。
1952年11月22日到28日，林业部在北京召开全国林业会议，确定继续贯彻普遍护林、重点造林、合理采伐利用的方针，并且应当有目的、有计划地造林和开发新林区。除了继续营造东北西部防护林以及冀西、豫东、永定河下游防沙林外，还开始筹划营造自府谷至定边的陕北防护林带，以及自沽源至陕坝的察绥防护林带；为配合治黄、治淮工程，在泾河、无定河等流域以及淮河上游、永定河上游营造防洪林；苏北、河北、山东按照计划营造海岸防护林。
1952年12月19日，政务院通过《关于发动群众继续开展防旱抗旱运动并大力推动水土保持工作的指示》，提出在山区丘陵及高原有计划地封山、造林、种草、禁开陡坡。
1952年12月31日，政务院财政经济委员会决定，由林业部统一领导全国国营木材生产及木材管理工作。各省设森林工业局或者森林工业管理局，直接受林业部领导。
1953年5月18日，政务院财政经济委员会批准，全国木材产销业务全部划归林业部统一经营管理。6月27日，政务院财政经济委员会批准林业部成立中国木材公司。7月12日，政务院财政经济委员会、林业部、商业部联合发出指示，决定将木材业务划归林业部统一经营管理，中国煤业建筑器材公司（简称煤建公司，1950年由中央人民政府贸易部成立的全国性国营木材流通机构）经营木材的业务、资金、干部及上缴利润任务全部移交林业部，林业部成立木材调配总局。
1953年7月9日，政务院第185次会议通过《关于发动群众开展造林育林护林运动的指示》。1953年9月30日，政务院发布《关于发动群众开展造林、育林、护林工作的指示》。
1954年，组建专业性的中国木材公司（商业性公司），全国各省、 自治区、直辖市（除西藏外）成立省级公司。
1954年11月30日，中央人民政府林业部改为中华人民共和国林业部。

## 职责
中央人民政府林业部统一领导全国的林业建设和国营木材生产、木材管理工作。

## 机构设置
内设机构
- 办公厅
- 林改司
- 造林司
- 森林经理司（1953年改为调查设计局）[7]
- 森林利用司
- 木材调配总局

直属单位
- 中国木材公司[2]

## 历任领导
| 部长 - 梁希（1951年11月—1954年11月） 副部长 - 李范五（1951年11月—1954年11月） - 李相符（1951年11月—1954年11月） - 罗玉川（1952年8月7日—1954年11月） - 雍文涛（1953年9月18日—1954年11月） - 惠中权（1954年6月19日—1954年11月） | 党组小组书记 - 李范五（1951年11月—1954年11月） 党组小组副书记 - 张庆孚（1952年10月—1954年11月） |